# Woodland Park (New Jersey)
Woodland Park ist eine Stadt im Passaic County, New Jersey, Vereinigte Staaten. Das U.S. Census Bureau ermittelte bei der Volkszählung 2020 eine Einwohnerzahl von 13.484.
Bis 2009 hieß die Stadt West Paterson.

## Geographie
Nach dem United States Census Bureau hat die Stadt eine Gesamtfläche von 8,0 km², wovon 7,7 km² Land und 0,4 km² (4,53 %) Wasser ist.

## Demographie
Nach der Volkszählung von 2000 gibt es 10.987 Menschen, 4397 Haushalte und 3025 Familien in der Stadt. Die Bevölkerungsdichte beträgt 1433,1 Einwohner pro km². 86,53 % der Bevölkerung sind Weiße, 3,16 % Afroamerikaner, 0,08 % amerikanische Ureinwohner, 3,83 % Asiaten, 0,04 % pazifische Insulaner, 3,17 % anderer Herkunft und 3,19 % Mischlinge. 10,06 % sind Latinos unterschiedlicher Abstammung.
Von den 4.397 Haushalten haben 26,9 % Kinder unter 18 Jahre. 53,9 % davon sind verheiratete, zusammenlebende Paare, 10,8 % sind alleinerziehende Mütter, 31,2 % sind keine Familien, 25,5 % bestehen aus Singlehaushalten und in 8,2 % Menschen sind älter als 65. Die Durchschnittshaushaltsgröße beträgt 2,49, die Durchschnittsfamiliengröße 3,01.
19,6 % der Bevölkerung sind unter 18 Jahre alt, 7,8 % zwischen 18 und 24, 33,9 % zwischen 25 und 44, 23,4 % zwischen 45 und 64, 15,3 % älter als 65. Das Durchschnittsalter beträgt 38 Jahre. Das Verhältnis Frauen zu Männer beträgt 100:92,8, für Menschen älter als 18 Jahre beträgt das Verhältnis 100:90,3.
Das jährliche Durchschnittseinkommen der Haushalte beträgt 60.273 USD, das Durchschnittseinkommen der Familien 67.292 USD. Männer haben ein Durchschnittseinkommen von 47.389 USD, Frauen 36.814 USD. Der Prokopfeinkommen der Stadt beträgt 29.758 USD. 3,4 % der Bevölkerung und 3,2 % der Familien leben unterhalb der Armutsgrenze, davon sind 5,0 % Kinder oder Jugendliche jünger als 18 Jahre und 3,0 % der Menschen sind älter als 65.